# 奉鄉
奉鄉，是台灣東部自清治時期至日治初期的一個行政區劃，清朝時下轄四堡：水尾堡、新福堡、萬安堡、復興堡，日治時期四堡廢除，奉鄉直接下轄庄、村、社。其日治時期範圍包括今花蓮縣的豐濱鄉、鳳林鎮、光復鄉、瑞穗鄉、玉里鎮、富里鄉之全部及壽豐鄉南部，以及台東縣的長濱鄉北部。
奉鄉東邊瀕臨太平洋，東南邊為廣鄉，南邊為新鄉，西邊為蕃地，北邊為蓮鄉。

## 管轄街庄

### 清治時期
奉鄉共轄4堡，水尾堡下轄14庄，新福堡下轄20庄、萬安堡下轄28庄、復興堡下轄16庄：
- 水尾堡：剔牛溪庄、□公山庄、馬里汪庄、農兵庄、龜力庄、里壟庄、大陂庄、都巒社庄、馬武窟庄、加里猛押庄、八里芒庄、三間屋庄、馬露蘭庄、石牌庄
- 新福堡：周武洞庄、馬大鞍庄、尾埔庄、新人庄、鍋塱庄、大通氣庄、小巴塱庄、大巴塱庄、東涼庄、水母丁庄、良化社庄、北絲鬮庄、武里洲庄、新福庄、石蓮埔庄、頭人埔庄、烏鴉立庄、鱉溪庄、三仙河庄、巫老曾庄
- 萬安堡：打賴庄、加走庄、城仔埔庄、麻老漏庄、膠龜伯庄、滿仔埔庄、金桃庄、籐巴祿庄、俄律社庄、茄枳菜庄、打莫庄、閩里落庄、石梯灣庄、大尖石庄、龜力埔庄、新社庄、葵扇埔庄、小本巒庄、大本巒庄、小掃北庄、大掃北庄、石梯頂庄、烏漏庄、坪仔存庄、司管庄、奇效庄、北勢顯庄、萬安庄
- 復興堡：新港街庄、軍威庄、復興庄、公埔庄、薄薄社庄、佳樂庄、小竹湖庄、竹湖庄、大竹湖庄、澎仔存庄、都力社庄、里行庄、俄力社庄、微沙鹿庄、石涼傘庄、烏石鼻庄

### 日治時期
奉鄉共轄34個庄村社：
- 今壽豐鄉境內：水璉尾庄
- 今豐濱鄉境內：加路蘭庄、新社、貓公社、姑律庄、石梯庄、大港口庄、納納庄
- 今鳳林鎮境內：鳳林、林田村、萬里橋村、六階鼻庄、馬太鞍社、太巴塱社
- 今光復鄉境內：馬太鞍社、太巴塱社、大和村
- 今瑞穗鄉境內：拔仔庄、烏鴉立社、瑞穗村、奇密社、舞鶴社
- 今玉里鎮境內：三笠村、末廣村、織羅社、觀音山庄、玉里、下朥灣社、長良村
- 今富里鄉境內：大庄、頭人埔庄、公埔庄、堵港埔庄
- 今長濱鄉境內：姑仔律社